# Hiéroglyphe égyptien D43
Le hiéroglyphe égyptien D43 (bras tendu tenant le flagellum) est classifié dans la section D « Parties du corps humain » de la liste de Gardiner ; il y est noté D43.

## Représentation
| S45 |

| S45 |

Il est translittéré ḫwj ou ḫw.

## Utilisation
| x · D43 | w | Y1V |

| x · D43 | w | Y1V |

d'où sa fonction en tant que phonogramme bilitère de valeur ḫw.

## Exemples de mots
| x · D43 | w | S37 |

| x · D43 | w | S37 |

| x · D43 | w | w | G37 · Z2 |

| x · D43 | w | w | G37 · Z2 |

| s | x · D43 | w | d · Y1 |

| s | x · D43 | w | d · Y1 |